# Adil Chihi
Adil Chihi (ur. 21 lutego 1988 w Düsseldorfie) – marokańsko-niemiecki piłkarz grający na pozycji napastnika.

## Kariera
W latach 1995–2000 grał dla SV 04 – klubu, który swoją siedzibę ma w Düsseldorfie, by później przenieść się do lokalnego rywala – Fortuny. Po sezonie 2003/04 Chihi dołączył do młodzieżowych grup drużyny 1. FC Köln natomiast po sezonie 2005/06 został włączony do kadry pierwszego zespołu drużyny z Kolonii. Swoją pierwszą bramkę w pierwszej drużynie zdobył 20 sierpnia 2006 roku w meczu u siebie przeciwko Wackerowi Burghausen.
Następnie grał w Fulham F.C., Esteghlalu Teheran, FSV Frankfurt i IR Tanger.

## Reprezentacja
Chihi był uczestnikiem Mistrzostw Świata U-20 w Holandii, gdzie dotarł aż do półfinału z reprezentacją Maroka, niestety jego drużyna uległa Nigerii 0-3. 28 sierpnia 2006 roku ogłoszono, że Chihi będzie grał dla seniorskiej reprezentacji Niemiec, jednak niespełna dwa miesiące później zmienił decyzję i gra dla Maroka.